# ایران باستان (مجله)
ایران باستان هفته‌نامه‌ای سیاسی و خبری فارسی‌زبان بود که در سال‌های ۱۹۳۷–۱۹۳۳ در تهران منتشر می‌شد. این نشریه به دلیل موضع سیاسی طرفدار نازی و ضدامپریالیستی شناخته شده است.

## تاریخچه
انتشار ایران باستان نخستین بار در ۲۱ ژانویه ۱۹۳۳ شروع شد و توسط عبدالرحمن سیف آزاد، روزنامه‌نگار ایرانی هوادار نازی‌ها که مؤسس و صاحب امتیاز مجلّه نیز بود، سردبیری شد. این مجلّه به صورت هفتگی در تهران منتشر می‌شد. ایران باستان در سال‌های ابتدایی تأسیس از حمایت مالی قابل توجه ایرانیان برخوردار بود. آلمانی‌ها نیز از این مجلّه حمایت می‌کردند. گزارشی وجود دارد که ادعا می‌کند که این مجلّه مستقیماً توسط وزارت تبلیغات نازی منتشر می‌شده و سردبیر اصلی آن یکی از اعضای حزب نازی، سرگرد فون فیبران بوده است.
ایران باستان حاوی اخبار و مقالات مکرر در ستایش تمدن‌های باستانی ایران بود که برای حمایت از دیدگاه ضدامپریالیستی مورد استفاده قرار می‌گرفت. همچنین این مجلّه اخبار مربوط به دستاوردهای آلمان نازی را در زمینه‌های علمی و فناوری پوشش می‌داد. در چند شمارهٔ اوّل مجلّهٔ ایران باستان نشانهٔ آشکاری از وابستگی آن به اندیشه‌های نازیسم دیده نمی‌شد؛ امّا با گذشت زمان و به تدریج افکار و اندیشه‌های نازیستی بی‌پرواتر مطرح می‌شد. نخستین نشان آشکار این همدلی با نازیسم در شمارهٔ دوم مجلّه رخ داد، آنجا که ذیل تصویری از هیتلر از او به عنوان «مردی ثابت‌العقیده که میلیون‌ها نفر تابع فکر او هستند»، یاد شده بود. با گذشت زمان وابستگی ایران باستان به افکار نازیستی و دولت آلمان هر روز روشن‌تر و بی‌پرواتر می‌شد. پس از چند ماه، دبیران مجلّه مدعی شدند که بیش از بیست هزار خواننده دارند و در آن زمان طرفداری مجلّه از آلمان نازی نیز دیگر بی‌پرده و صریح شده بود.
ایران باستان به دلیل مواضع طرفدارانه از نازی‌ها که به تدریج از سوی این مجلّه افزایش می‌یافت، حمایت مالی ایرانیان را از دست داد. فعالیت این مجلّه در سال ۱۹۳۷ زمانی که عبدالرحمن سیف آزاد ایران را به مقصد اروپا ترک کرد، متوقف شد. او پس از جنگ جهانی دوم به ایران بازگشت و در سال ۱۹۴۷ ایران باستان را برای مدّتی دوباره منتشر کرد، امّا نتوانست به انتشار آن ادامه دهد.